# ドラマツルギー (社会学)
ドラマツルギー（英語: dramaturgy）とはシンボリック相互作用論から生じた、日常生活における社会的相互作用を取り扱う微視的社会学の説明の中で一般的に使用される社会学的観察法である。この用語はアーヴィング・ゴッフマンによって、演劇の場から社会学へと初めて適用された。

## 概要
この観察法は1959年の自著である『日常生活における自己呈示』 ("The Presentation of Self in Everyday Life") の中で関連した専門用語とアイデアの大部分を発展させたものである。
後にゴッフマンがその影響を認めたケネス・バーク (Kenneth Burke) は、早くも1945年にはシェイクスピアからヒントを得てドラマ的方法 (dramatism) という概念を提出していた。
ドラマツルギーの社会学において、人の行動は、時間・場所およびオーディエンスに依存しているとされる。言い換えれば、ゴッフマンにとって自己とは、自分が誰であるかの感覚である。そしてそれは演じられている場面の瞬間から現れるドラマチックな効果なのである 。
文化的な価値やノルマおよび期待に基づいて人間が自身と別のものを演じる方法を定義する上で、ゴッフマンはこれを演劇的な喩えとしてまとめている。
パフォーマンスは支離滅裂になる可能性もあるけれども（演者はその様なことに気付いてはいるが）、その多くは成功している。演者の目標は慎重に導かれたパフォーマンス（訳注1） を通じてオーディエンスから受け容れられることである。もしうまくいけば、オーディエンスは演者の見て欲しい姿を見ることになるだろう。

## ドラマツルギーのパースペクティブ
ドラマツルギーのパースペクティブ（演劇的観察法）とは、人間の行動の原因ではなく行動の文脈を調査するもので、他の社会学の理論から分かれたいくつかの社会学の方法論の中の1つである。
ゴッフマンはその多くの論稿の中で、人間が本当にあるはずのものを発見できないだけでなく、その本性において気まぐれであることをも強調している。準拠枠分析において、「重要なことは、人が担う役割の背後で彼がどの様な種類の人間であるかについて、それらの役割を演じることを通して具備されるその意識である」と彼は記述している (p.298)。
個人のアイデンティティが演者とオーディエンスの間で役割と合意を通じて演じられる場で、ドラマツルギーのパースペクティブは社会学的観察法に対する錨（＝最後に頼れるもの）と見なすことができる。
社会的状況を定義付けている一般了解への、この依存が理由で、再定義がなされない相互作用はいかなるものでも具体的な意味が全く存在しないと、このパースペクティブでは主張される。
ドラマツルギーは、相互作用の主要な構成要素として表現性に重きを置く。それは「人間の相互作用における完全に両面的な観察」と呼ばれる。
ドラマツルギーの理論は、人間のアイデンティティが安定的かつ独立的な心理学的実体ではないことを提起するものである。すなわち人が他者と対話する時には、アイデンティティが常に再構成される。
ドラマツルギーのモデルの中で、それが劇場公演の一部であるかのように、社会的相互作用は分析される。人々は、パフォーマンスを通して彼らの個人的な特徴と彼らの意図を他人に伝えなければならない俳優である。ステージ上のように、特定の印象を他者に与えるために、人々は日常生活において舞台装置、服装、言葉、および非言語行動を支配する。オーディエンスが誰もいない時に、人々は「舞台裏」行動に従事する。例えば、レストランの給仕人は、顧客の前で一定の仕方で振る舞っているようであるが、キッチンではもっとずっとカジュアルなのかもしれない。顧客の前で見苦しくみえるようなことを彼らがキッチンでするということもありうることである。
他者との相互作用の前に、人は個人が成りたいと思う典型的な役割または印象のほかにも、もう一つ別にそれを準備する。劇場ではこれらの役割は「役柄破り」 ("Breaking Character") と呼ばれるものに属し、それを見ることを想定していない何者かによってパフォーマンスが遮られてしまう舞台裏では、都合の悪い邪魔が起こるかもしれない。
さらに、パフォーマンスのとるべき筋道を決めるにあたって、オーディエンスの方もいくつかの個人的パフォーマンスのために一定の役回りをどのように演じるのかという様々な手本がある（つまり、たとえ誰かが話す時につまずいたり暴言を吐くようなことをしても、そんな想定外な多くのパフォーマンスの欠陥を、我々はいかに典型的に無視しているのかというような）。
ゴッフマンは、彼の著作の『日常生活における自己呈示』で、社会心理学と社会学の用語中に「ドラマツルギー」を初めて導入した。この本は、俳優が役柄を描写するのと類似した方法で私達が日常生活でパフォーマンスに従事している多くの相互作用について探究している。

## パフォーマンス
ゴッフマンは、パフォーマンスについて7つの重要な要素を挙げている。
1. 信頼 (Belief): たとえそれが他人によって判断できなくても、人が演じている役目についての信頼は重要である。オーディエンスは、パフォーマーが誠実であるかシニカルであるかどうかを推察しようとすることがただ出来るだけである[5]。
2. 外面または「マスク」 (The Front or 'The Mask'): オーディエンスが気付いているパフォーマーの態度を制御するためのテクニック[5]。
3. 劇的表現 (Dramatic Realization): その人がオーディエンスに知ってほしいパフォーマーの様子の描写である。パフォーマーが、何かを強調したい時に、その人は劇的具象化を続けるであろう[5]。（「劇的表現」 → 参考文献2の邦訳者・石黒 毅は「劇的具象化」を訳語に充てている。）
4. 理想化 (Idealization): 混乱（誤伝）を避けて、他の要素（外面、劇的表出）を強化するために、パフォーマンスはしばしば状況についての理想化された見方を呈示する。オーディエンスは、与えられた状況（パフォーマンス）が当然に見えてくるような「アイデア」 ('Idea') をしばしば持っている。そのアイデアに従って、パフォーマーはパフォーマンスを実行しようとするものなのだ。
5. 表出制御の保持 (Maintenance of Expressive Control): 「役柄の中に」留まる必要性を言う。パフォーマーは、正しいシグナルを送ることを確かめて、パフォーマンスを損なうような誤解の素を運び込むような俄かな衝動を静める必要がある[5]。
6. 誤伝 (Misrepresentation): 間違ったメッセージを伝える危険を言う。オーディエンスは、パフォーマンスを本物かはたまた間違いかと考える傾向があり、パフォーマーは一般に、オーディエンスに(本当に本物であるかどうかの)疑いを持たせないことを望んでいる[5]。
7. 詐欺 (Deception): 利用者（パフォーマンスの利用者）へのオーディエンスの興味を増大させるためか、またはパフォーマーを傷つけるかもしれない情報を漏らすのを避けるためかにかかわらず、詐欺はオーディエンスから一定の情報を隠蔽することをいう[5]。

## チーム
チーム (Teams) とは、相互に協力する個人のグループである（ただし、1人からなるチームもゴッフマンの専門用語では存在している）。チームメンバーは協力し、‘基本方針’を共有しなければならない。チームメンバーは情報を共有しなければならない。どのような誤りでもみんなで反省する。信頼は重要である。役割が平等である必要はない。チームメンバーは内部の知識も持っていて、互いのパフォーマンスによって騙されはしない。

## 舞台（局域）
舞台 (Stages) または局域 (regions) とは、異なる役割と情報を持った互いに異なる個人を見つけることができる、表、裏、および局域外の3つに区分されたエリアを言う。

### 表舞台
表舞台 (Front stage) とは、パフォーマンスをする場であり、パフォーマーとオーディエンスが存在する場である。一貫していることは、そして演者がそれを観察するオーディエンスに対し演じる状況または役割を説明する一般化した方法が含まれているのは、それがドラマツルギーのパフォーマンスの一部であるということだ。これは固定された演出である。その表舞台は、舞台装置 (Setting) と個人の外面 (Personal front) とを区別することを意味しているのだとゴッフマンは言う。これら2つの概念には、演者が成功したパフォーマンスを有することが必要である。舞台装置とは、演者がパフォーマンスするために提供されなければならない場面のことである（もしそれがなくなったならば、演者はパフォーマンスができない）。
個人の外面は、パフォーマンスするために必要とされるアイテムまたは知識から成る。これらのアイテムは通常はオーディエンスによってパフォーマンスと演者の一定の表現と確認できる。個人の外面は2つの異なる様相として、外見と態度に分けられる。
- 外見 (Appearance) とは、演者の社会的地位の反映である個人的外面のアイテムを言う。
- 態度 (Manner) とは、演者が自身で振る舞う仕方を言う。演者の態度は彼のパフォーマンスから何を予想すべきかをオーディエンスに示す[2]。

### 裏舞台
裏舞台 (Back stage) とは、パフォーマーは存在しているが、オーディエンスはいない場である。そしてそこでは、パフォーマーがそのパフォーマンスを混乱させることへの怖れもなく役柄からはずれることが可能である。それは、表舞台では抑制されていた様々な事実や、あるいは様々な種類の非公式な行いが現れるかもしれない所である。裏舞台は表舞台とは完全に区別される。いかなるオーディエンスのメンバーも裏に現れることができない。演者はこれが保証されるために多くの方法を取る。オーディエンスのメンバーが裏舞台にいたら、パフォーマンスをすることは困難になる。
パフォーマーが裏 - 局域 (Back region) にいる時でも、彼らはそれにかかわらずまた別のパフォーマンス（チームに忠実なメンバーのパフォーマンス＝裏 - 局域のパフォーマンス）の中にいる。裏 - 局域とは相対的な用語であり、それは特定のオーディエンスについてのみ存在しているのだ。つまり2人以上の人々が存在している所では、真実の裏 - 局域は、ほとんどありえないであろう。

### 局域外
局域外 (Outside) またはオフ・ステージは、個々人が、パフォーマンス（彼らがそれに気づいていないかもしれないけれども）に関係していない場所である。

### 境界
境界 (Borders) または境界線 (Boundaries) は、様々な領域の間で個人の動きを防止したり限定する時に重要なものになる。パフォーマーは、いつ・どのようにして・誰がそのパフォーマンスにアクセスをするかを支配して、境界を戦略的に動かすことができることを必要とする。ボーダー現象はヴィクター・ターナーのリミナリティの概念によって強調され、それから想起されるフィールド（「儀式の記号論」）で敷衍された。
敷居の管理はいくつかの機軸において操作されるかもしれない。最も未熟なものは基本的なデジタルのオン - オフ（1 - 0）と同様な排除 - 包含である。
社会の中で、部分であるか否かが根本的に価値有る物と考えられるかもしれないが、またそれと同じぐらい大いに社会は地下茎の複合だとも見なされるのだ。単一のまたは樹状の完全体よりは、むしろそのような境界コントロールが言わば逆説的な方式で中心的な問題となる。
したがって、社会学、儀式、および劇場におけるリミナリティーの研究は、上流社会を支持している虚構の要素を再び覆い隠す。除外と分離の条件が、そのような（虚構の要素を再び覆い隠すもの）の本質的な機能であるような時に、通過儀礼はこれを反映するようである。社会からの除外の条件は、想定上の中心的支配の構成に必須と思われる（cf. → ミシェル・フーコー）。

## さまざまな分裂的役割
多くのパフォーマンスは、オーディエンスが何がしかの情報(秘密)を得ることを防ぐ必要がある。そのために、いくつかの専門的な役割が作成される。

### 秘密
様々な理由のために秘匿する必要がある異なるタイプの秘密 (Secrets) が存在する。
1. 暗い秘密 (Dark Secrets): チームがオーディエンスに示しているイメージを否定することができたパフォーマンス・チームについての情報を表している[5]。
2. 戦略的な秘密 (Free Secret): チームが聴衆をコントロールし、それをチームが要求する方向に導くことを可能にするチームのゴール、機能、およびノウハウを表している[5]。
3. 部内の秘密 (Inside Secrets): チームによって知られている情報を表していて、そのチームの結合を増大させるために他のチームメイトとだけ共有される何ものかであると考えられる[5]。
4. 信託された秘密 (Entrusted Secrets): 役割とチーム完全性を維持するために保持される必要がある（それらを守ることが信頼性を示すことになる）[5]。
5. 随意的な秘密 (Free Secret): 他者の秘密で自分に関係せず、まだ役割を維持している間に明らかにすることができるもの。そのような秘密の公開はパフォーマンスには当然に影響しない[5]。

### 役割
ゴッフマンのスキームでは、誰がどんな情報にアクセスするかにそれぞれの中心を置いた、3つの基本的な役割 (Roles) が存在する。パフォーマーの大抵は博識である。オーディエンスは、パフォーマーが何を明らかにし、自分で何に気が付いたかということのみを知っている。局域外の者は、たとえどのような関連情報であっても、ほとんど持つことがない。諸々の役割は以下の3グループに区分され、それぞれに含められる。
- 操作すべき情報とチーム境界を扱っている役割:

1. 「密告者」 (Informer): チームが信頼を得るチームメンバーの役割への詐称者は内密に許されるけれども、聴衆に参加し、パフォーマンスについての情報を明らかにする。例：スパイまたは反逆者[5]。
2. 「さくら」 (Shill): この役割は情報提供者の反対物である。さくらは、聴衆のメンバーであるふりをするけれども、機能チームのメンバーである。彼の役割は、聴衆反応を処理することである[5]。
3. 「秘密監査人」 (Spotter): 一般にパフォーマンスについての多くの情報を持っているオーディエンスのメンバー。秘密監査人はパフォーマーを分析し、オーディエンスに情報を明らかにすることができる。例: レストランの食物批評家[5]。

- 2つの他のチームの間で相互作用を容易にすることを扱っている役割:

1. 「仲介者」または「調停者」 (Go-between or Mediator): 通常、様々なチームの間のコミュニケーションを容易にしている調停者兼メッセンジャー（あるいはその一方）として行動して、両者の許可によって行動する。仲介者は多くの秘密を知り覚え、中立的ではないかもしれない[5]。

- 「表 - 局域と裏 - 局域」を混ぜる役割：

1. 「不在者」 (Non-person): パフォーマンスの間に居合わせている個々人は裏舞台さえも許容されることがあり得るけれども、それは“ショー”の一部にはならない。彼らの役割は通常明らかで、そうやって通常は、彼らはパフォーマーと聴衆によって無視される。例: ウエイター、掃除婦[5]。
2. 「サービス専門家」 (Service Specialist): 専門的なサービスが通常パフォーマーによって必要とされている個人。彼らは裏 - 局域にしばしばパフォーマーによって招待される。例: 税金知識を持つ調髪師、配管工、銀行家[5]。
3. 「同僚」 (Colleague): パフォーマーに類似しているけれども問題のチームのメンバーではない個人。例: 同僚[5]。
4. 「親友」 (Confidant): パフォーマーがパフォーマンスの詳細を明らかにする個人[5]。

## 役柄以外のコミュニケーション
パフォーマーは、故意に（通常、裏舞台で）、または事故で（表舞台におけるならば）、役柄以外 (Communication out of character) で行動することがあるかもしれない。
- 裏舞台での共通のコミュニケーションに含むもの

1. 不在者の取り扱い (Treatment of The Absent): チームの結束力に影響するような、欠席したオーディエンスまたはパフォーマーを中傷する議論[5]。
2. 演出への談合: パフォーマンス、ゴシップの技術的側面の議論[5]。

- 役柄以外で共通の表舞台コミュニケーションは以下を含む。

1. チーム単位の共謀 (Team collusion): パフォーマンスの間にチームメンバーの間でなされるが、それを危険にさらさないもの。例: テーブルの下で友人を蹴っているような、芝居の合図[5]。
2. 再調整行為 (Realigning Actions): 相手チームのメンバーの間での。例: 非公式な不平[5]。

## 印象操作
印象操作 (Impression Management) は、要求された印象を維持するうえでの作業を言う。それは防御や保護する技術から構成されている。相互作用が始まる前に防御用のテクニックは使用され、以下が含まれる。
1. 演出上の忠誠心 (Dramaturgical Loyalty): チームメンバーを、チームメンバーとそのパフォーマンスに忠実にしておくための作用。
2. 演出上の節度 (Dramaturgical Discipline): パフォーマンスに専念しても自分自身を見失わないこと。人が適切にパートを演じられるようにさせるためのセルフ・コントロール（＝リハーサル）。
3. 演出上の周到さ (Dramaturgical Circumspection): 予期されている問題の準備をすることによってリスクを最小化する。正しいオーディエンスとパフォーマンスの長さや演じる場所を選んで、過失または潜在的な問題が起こり得る状況を避けるように注意すること。過失をカバーするために、相互作用が始まると保護する技術は使われる。例えば、聴衆が気転を使ってパフォーマーの誤りを見逃すことをあてにするような[5]。

## 評価
ドラマツルギーは、全体組織に関与している人々を含む例にのみ応用されるべきであることが議論されている。この理論は全体の組織のためにデザインされたものであって、この理論はそれらがテストされなかった所では適用されるべきでないと幾人かの人が信じている。
これに加えて、ドラマツルギーが、社会の妥当性を理解する社会学のゴールには寄与しないとも言われている。それは、実証主義に基づき下図が描かれていると主張される（それは動機と合理性の両方への関心を提供するわけではない）。ジョン・ウェルシュ(John Welsh)はそれを「コモディティ（＝日用品）」 ("Commodity") と呼んだ。

## ドラマツルギーの応用
これについての研究は体験観察などのフィールドワークを通して最もよくなされる。
一例として、ドラマツルギーは、社会運動がいかにして力を伝達するかを描き出すために使われた。
ロバート D. ベンフォードとスコット A. ハント (Robert D. Benford and Scott A. Hunt) は、「社会運動は、さまざまなドメインで聴衆の勢力関係の翻訳に影響するために、主人公と敵対者が競争するドラマと評されることができる」と主張した。パワーを求めている人々は、注意を惹き付けるために彼らの表舞台で自己呈示をする。しかし、検知はできないけれども裏舞台の自分もまだ存在している。これがパワーのせめぎ合いである（ドラマツルギーの主要な例）。
ドラマツルギー（特に表舞台と裏舞台）を理解するのに役立つ日常的方法は、レストランでのウエイターまたはウエイトレスについて考えることである。彼または彼女が関心の深い主要な手引きは「顧客サービス」である。顧客が無作法でも、ウエイターとウエイトレス、あるいはそのどちらかにしても、彼らの職責の一部として礼儀正しいこと（「顧客はいつも正しい」ので）を期待されている。その同じウエイターやウエイトレスも彼らの休憩室に出かける時にはまた違ったお喋りをする。彼らは、仲間同士で不満を言い、ものまねをし、顧客がどのようにいらいらしていて無作法であるかを話し合うこともできる。この例では、ウエイターやウエイトレスは顧客とやりとりをする時には、ある定まった方法で演じ、そして仲間の従業員と一緒の時にはこれと完全に違う方法を演じるのだ。